# Cryptanura ruficeps
Cryptanura ruficeps là một loài tò vò trong họ Ichneumonidae.